# سليمان الراجحي
سليمان بن عبد العزيز الراجحي (1928) رجل أعمال سعودي، قدرت فوربس ثروته في ذروتها بحوالي 5.9 مليار دولار مما جعله يحتل المركز 169 في قائمة أغنياء العالم.

## نبذة
في عام 1956 قام بافتتاح محل صرافة في جدة بالشراكة مع شقيقه صالح الراجحي، الذي عرف لاحقاً باسم مصرف الراجحي، ويحتل الراجحي المركز السادس بقائمة المحسنين العشرة الكبار على مستوى العالم حسب قائمة ويلث إكس، وبذلك هو أكثر رجال الأعمال العرب سخاء، فقد نقل أسهمه المصرفية في بنك الراجحي (تعادل مؤخرًا 3.7 مليار دولار) ومشاريع زراعية (دواجن وأصولاً أخرى) إلى وقف خيري يحمل اسمه، وهو يمول مساعي التعليم ومبادرات تساهم في الأمن الغذائي.

## الولادة والنشأة
ولد سليمان بن عبد العزيز بن صالح الراجحي في تاريخ 30 نوفمبر 1928 في منطقة البكيرية، والبكيرية هي إحدى محافظات منطقة القصيم في المملكة العربية السعودية، ونشأ الشيخ في البكيرية ضمن عائلة فقيرة، وقد كان ترتيبه الثالث بين أشقائه الأربعة، وهم على الترتيب: صالح، عبد الله، سليمان، محمد، وقد انتقل والده إلى الرياض مع أخويه صالح وعبد الله للعمل، ثم عاد ليأخذ بقية العائلة في عام 1356هـ / 1937م.
وفي الرياض التحق سليمان بالدراسة، ولكنه ومنذ طفولته كان يميل إلى العمل والتجارة، حيث عمل كحمال وكحارس لبضاعة التجار في السوق، وفي وقت الفراغ كان يتتبع الأبل لجمع ما يسقط منها من حطب وعمل في البناء وغيرها من المهن التي اكسبته خبرة بأحوال السوق ودراية بطرق التعامل ومعاملة مختلف الفئات والعقليات وطرق التجارة.[بحاجة لمصدر]
في عام 1363هـ / 1943م افتتح دكان صغير في الطريق الرئيسي في حي المربع، وكان يبيع فيه العديد من المنتجات مثل السكر والشاي والكبريت والحلوى وغيرها، وكان يأتي ببعض المنتجات التي لا تباع إلا في البحرين، خاصة الحلويات، واستمر في العمل في هذا الدكان حتى عام 1365هـ / 1945م حيث قام ببيعه ليسدد تكاليف الزواج. بعدها انتقل هو وعائلته إلى جدة وبدأ في العمل مع أخيه صالح في محله في جدة.

### الانتقال إلى جدة
في عام 1365هـ / 1945م انتقل سليمان للعمل في مدينة جدة للعمل ضمن أعمال شقيقه الأكبر صالح ليكون مسؤولاً عن النشاط التجاري الخاص بالصرافة في جدة ومكة. وقد اجتهد وقد كان يحمل الطرود والأمانات ويوصلها وهي على ظهره إلى المطار قاطعاً ما يزيد على العشرة كيلومترات ليوفر أجرة الحمال والنقل. كما تاجر في الأقفال والأقمشة ومواد البناء وغيرها، وعندما بدأت الأعمال في النمو ولوحظ تحقق أرباح مشجعة قام الشيخ سليمان باستئجار دكان صغير تحت مسجد عكاشة في جدة. وبعد أحد عشر عاماً من العمل مع شقيقه صالح، اتفق الاثنان على تحويل ذلك الدكان ليكون شراكة بينهما وأصبح ذلك أول عمل رسمي له وذلك في عام 1377هـ / 1957م.
استمر العمل بهذه الشراكة وقام الشيخ خلال هذه الفترة بدخول عالم العقار وبدأ في التوسع فيه أيضاً. وفي عام 1391هـ / 1971م قرر هو وصالح أن يقوما بإنهاء الشراكة ليقوم كل واحد منهما بالتركيز على أعماله الخاصة.
في عام 1392هـ / 1972م أو قبله بقليل بدأ بالعمل بمفردة تحت اسم «مؤسسة سليمان بن عبد العزيز الراجحي». وبدأ في التوسع وقام بفتح عدد من الفروع في جدة وغيرها، مع حرصه على عدم فتح أية فروع في منطقة الرياض احتراماً لنشاط شقيقه الأكبر الشيخ صالح. هذا التوسع المصرفي صحبه أيضاً التوسع في مجال العقار واستطاع اكتساب سمعة طيبة لدى العملاء والتجار من داخل المملكة وخارجها.
بعد فترة تقارب الست سنوات من العمل بشكل منفرد اتفقا على العودة للعمل من جديد بشكل مشترك. وفي هذه المرة اجتمع الأشقاء الأربعة للعمل جميعاً وتم تفويض الشيخ سليمان ليدير العمل بشكل رئيسي، وكان هذا في عام 1398هـ / 1978م حيث تم تأسيس شركة الراجحي للصرافة والتجارة، والتي تركز عملها الرئيسي في مجال الصرافة مع بعض النشاطات المتعلقة بالعقار ومواد البناء.

## مصرف الراجحي

### البداية
خلال الفترات الماضية من حياته وخلال أعماله المختلفة، حيث تم التعامل مع مختلف المصارف العالمية، ولكن هذا التعامل كان مثير للقلق في أغلب الأحوال بسبب الخوف من الوقوع في المحظورات الشرعية، خاصة بعدما اكتشف في عام 1392هـ / 1972م دخول بعض الفوائد القليلة على حساباته مما أكد مخاوفه ودعاه لمضاعفة البحث والتفكير للوصول إلى مسلك ومفهوم جديد، ومنهج مبتكر يؤسس لعمل مصرفي إسلامي.
قام بالبدء بلندن وتقدم إلى المسؤولين في البنك المركزي البريطاني بطلب ترخيص لفتح مكتب خدمات استشارية، إلا أن الطلب قوبل بالرفض في البداية، ولكن بعدما قابلهم الشيخ شخصياً وأقنعهم بوجهة نظره تمت الموافقة وكان الافتتاح في عام 1402هـ / 1981م. وبعدها بدأ الشيخ في جولة عالمية من اجل التعريف بالمكتب وخدماته وفوائده.
وفي غياب هيئة رقابية شرعية متخصصة في ذلك الوقت، كان الشيخ يستعين بفتاوى واستشارات العديد من كبار المشائخ وأهل العلم وخاصة ابن باز وعبد الله بن حميد، وفي نفس العام، أي عام 1402هـ / 1981م اجتمع الأخوة الأربعة وتم طرح فكرة البنك الإسلامي، خاصة أنه خلال عملهم في الشركة كانوا يتداولون من الأعمال ما يشبه العمل المصرفي، على الرغم من كونها شركة صرافة. وافق الجميع على الفكرة وتم تقديم الطلب إلى الدولة للموافقة عليه وفعلاً تمت الموافقة وإقرار النظام الخاص بالبنك بعد ما يقارب الستة أعوام وتمت الموافقة عليه من الدولة في عام 1408هـ / 1988م، وذلك بسبب أن النظام جديد في الفكرة والمحتوى وتم التأسيس تحت اسم شركة الراجحي المصرفية للاستثمار. وكان عدد المؤسسين الأوائل في حدود 132 مؤسس، يدفع كل واحد منهم ثلاثمائة ألف ريال.

### التوسع
بعد اكتمال الخطوات التأسيسية للمصرف قاموا بفصل جميع المصانع وكل ما يتعلق بالقسم التجاري عن المصرف ونشاطاته لتوفير أجواء من الثقة والامانة والشورى. بعد هذه الخطوة تفرغ سليمان للمصرف وبدأ بإنشاء عدد من من الفروع في مختلف المناطق في المملكة. وصل عدد الفروع الخاصة بالمصرف إلى ما يقارب خمسمائة فرع داخل المملكة، كما يمتلك المصرف أكبر شبكة صراف آلي في المملكة بعدد يزيد عن 2750 صراف في مختلف المناطق. ناهيك عن الفروع الدولية في مختلف البلدان.

## الأمن الغذائي والنهضة الصناعية
كما عمل في القطاع الزراعي والصناعي ومختلف القطاعات الغذائية مثل الدواجن والروبيان، وهذا لم ينحصر فقط على المملكة العربية السعودية بل تعداها إلى دول عربية لكي يوسع نفوذه ويتضاعف أجره. من التجارب الرائدة في مجال الأمن الغذائي تجربته في شركة دواجن الوطنية، حيث كان مشروع الدواجن في بدايته يتحمل الكثير من الخسائر غير المحتملة في هذا المجال. وعلى الرغم من هذه الخسائر أصر على إنجاح التجربة على الرغم من أن الخسائر وصلت إلى ما يقرب مليار ريال. حيث باشر بتنظيم الموارد البشرية والأجهزة المستخدمة ودمج هذا مع استخدام حظائر محلية الصنع قليلة التكلفة إلى أن أصبح انتاجه يفوق النصف مليون دجاجة وأكثر من مليون بيضة في اليوم الواحد، بالإضافة إلى إنشاء شركات دواجن في مصر شبيهة لهذا وأصبحت دواجن الوطنية توزع في العديد من البلدان.
كانت له العديد من التجارب في مختلف المجالات الهامة، ومن الشركات التي ساهمت في هذا المجال هي الوطنية الزراعية في القصيم، والوطنية الزراعية في منطقة البسيطاء، والتي تعتبر من التجارب الرائدة كونها تعتمد بشكل كلي على المنتجات والطرق والأسمدة الطبيعية بدون أية مواد كيميائية، كما أنها تدار بطريقة التكامل البيئي، بحيث يتم الاستفادة من كل المخرجات وإعادة استخدامها في إدارة العمل بشكل يخدم البيئة ويزيد من جودة الإنتاج.
في الجانب الصناعي أنشأ العديد من المصانع التي تدار تحت الشركة الوطنية للصناعة ومنها مصانع الوطنية للصناعة الأوعية، ومصانع الوطنية للمنتجات الورقية، ومصانع بلاستيك الوطنية، ومصنع بلوك الوطنية (البلوك الأحمر)، ومصنع الأغطية المعدنية وغيرها بالإضافة إلى شركة الوطنية للنقل والتي تدعم كل الشركات السابقة وتساهم في تطوير ودعم حركة النقل والشحن في المملكة وغيرها.

## النشاطات الخيرية والاجتماعية

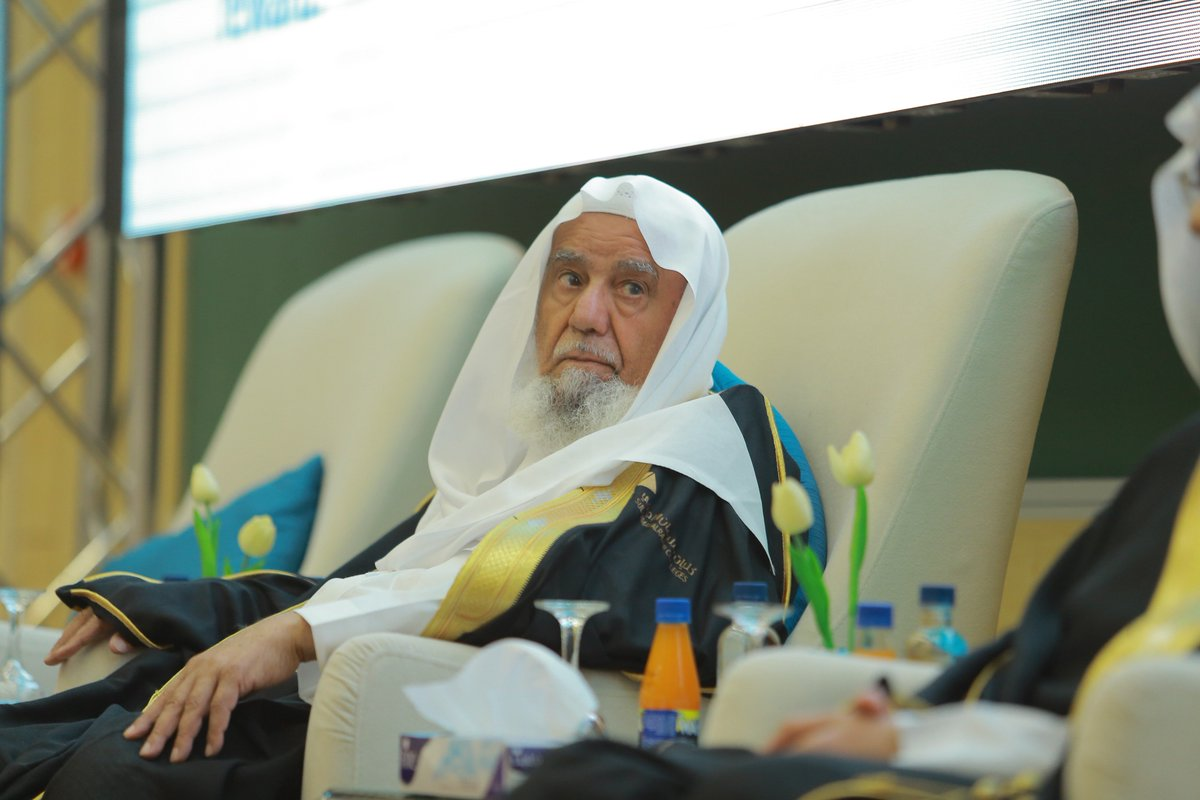
الراجحي في زيارة إلى إحدى الجمعيات الخيرية عام 2018

### فكرة الوقف
بدأ بوقف بعض العقارات والأراضي، ثم بعد هذا قام بوقف حصص من الشركات التي يملكها بنسب محددة، فاتخذ قراراً بوقف ثلثي ثروته.

### تنظيم شؤون العائلة وطريقة إدارة الوقف
كما بدأ سليمان بوقت مبكر بالتفكير بتنظيم أعماله وتحويلها من الإدارة العائلية إلى الإدارة المؤسسية. وقد كان ذلك على عدة مراحل بدأ أولها قرابة العام 1419 هـ / 1999م حيث أطلق مشروعاً لإعادة هيكلة وتنظيم أعماله، ورافق ذلك تطبيق نظام مركزي لتقنية المعلومات. كما رافق ذلك بحث وتطوير كيان «وقف سليمان عبد العزيز الراجحي» وصفته الاعتبارية وما يملكه الوقف من حصص في مجموعة شركات سليمان الراجحي. واستمر العمل على التحديث والتطوير التنظيمي بشكل متدرج، إلى أن استقر رأي سليمان على أن يكون للوقف كيان واملاك مستقلين. فأنشأ مؤسسة وقف سليمان عبد العزيز الراجحي وعين لها مجلس للنظارة ووسع مهامه وصلاحياته لتشمل جميع أعمال الوقف بما في ذلك قطاع العمل الخيري. كما أنشأ شركة باسم «شركة اوقاف سليمان عبد العزيز الراجحي القابضة» وهي مملوكة بالكامل لمؤسسة الوقف لتكون الذراع الاستثماري الذي يمد القطاع الخيري بالموارد المالية اللازمة لأعماله. وقام بحصر جميع أملاكه وتقييمها وفق أعراف السوق ومن ثم تخصيص ما يقارب الثلثين لتكون ملكاً لشركة أوقاف سليمان عبد العزيز الراجحي، علاوة على ما سبق أن أوقفه من قبل، ووزع الباقي على أفراد عائلته حسب الحصص الشرعية.

### المؤسسة الخيرية
قام بإنشاء جهة خاصة لتنفيذ الأعمال الخيرية والدعوية، فانطلقت المؤسسة قبل قرابة عقدين من الزمان ومرّت بعدة مراحل، فبدأت بإنشاء لجنة للعمل الخيري تابعة لصالح بن عبد العزيز الراجحي وإخوانه عبد الله وسليمان ومحمد في بدايات عام 1403هـ/1983م. حيث بدأ المكتب بتقديم الخدمات الخيرية للجهات والمؤسسات الخيرية من خلال هذه اللجنة الخيرية، في عام 1415هـ / 1995م تم عمل المزيد من التطوير واستيعاب مجموعة من أصحاب الخبرة بالعمل الخيري وتكوين عدد من اللجان الخاصة بالعمل الخيري واللجان الاستشارية واستمر العمل على هذا النحو إلى أن تم تغيير المسمى من مكتب إلى مؤسسة سليمان بن عبد العزيز الراجحي الخيرية بموجب ترخيص وزارة الشؤون الاجتماعية (وزارة العمل والتنمية الاجتماعية حاليا) رقم (10) بتاريخ 19/6/1421هـ. تعد المؤسسة إحدى المؤسسات المانحة وحيث تركز جهودها على دعم المؤسسات غير الربحية المسجلة في المملكة العربية السعودية في المجالات التعليمية، والاجتماعية، والصحية، والدعوية، والإعلامية، وبناء المساجد، وغيرها من أعمال الخير المختلفة.

## وصلات خارجية
- صفحة الشيخ على موقع طريق الإسلام